# Metapodoctis siamensis
Metapodoctis siamensis is een hooiwagen uit de familie Podoctidae.